# 甕津線
甕津線（オンジンせん）は、朝鮮民主主義人民共和国黄海南道海州市にある海州青年駅から甕津郡にある甕津駅までを結ぶ鉄道路線である。

## 概要
日本統治時代に建設された甕津線を原型としている。1936年12月11日、海州～翠野(碧城)間が朝鮮鉄道黄海線の土城〜翠野間路線として開通。翌年5月19日に翠野〜甕津間が開通した。1944年の国有化と同時に海州〜甕津間が分離され、現在の甕津線となった。
朝鮮戦争休戦以後この路線も他の旧黄海線と同じく標準軌に改軌された。海州駅が移転され、その後海州〜文井間も移設されている。

## 駅一覧
- 駅所在地は全線黄海南道内。

| 駅名                | 駅名                | 駅名                     | 駅間キロ (km) | 累計キロ (km) | 接続路線                 | 所在地 |
| 日本語              | 朝鮮語              | 英語                     | 駅間キロ (km) | 累計キロ (km) | 接続路線                 | 所在地 |
| ------------------- | ------------------- | ------------------------ | ------------- | ------------- | ------------------------ | ------ |
| 海州青年駅 (海州駅) | 해주청년역 (해주역) | Haeju Ch'ŏngnyŏn (Haeju) | 0.0           | 0.0           | 北朝鮮鉄道省：黄海青年線 | 海州市 |
| 王神駅 (東浦駅)     | 왕신역 (동포역)     | Wangsin (Tongp'o)        |               |               | 北朝鮮鉄道省：鼎島線     | 海州市 |
| 西海州駅            | 서해주역            | Sŏhaeju                  |               | 3.4           |                          | 海州市 |
| 文井駅              | 문정역              | Munjŏng                  | 3.7           | 7.1           |                          | 海州市 |
| 西席駅              | 서석역              | Sŏsŏk                    | 3.7           | 10.8          |                          | 碧城郡 |
| 碧城駅 (翠野駅)     | 벽성역 (취야역)     | Pyŏksŏng (Ch'wiya)       | 4.8           | 15.6          |                          | 碧城郡 |
| 紫陽駅              | 자양역              | Chayang                  | 8.0           | 23.6          |                          | 碧城郡 |
| 長屯駅              | 장둔역              | Changdun                 | 2.9           | 26.5          |                          | 碧城郡 |
| 新康翎駅            | 신강령역            | Sin'gangryŏng            | 4.7           | 31.2          | 北朝鮮鉄道省：釜浦線     | 康翎郡 |
| 冷井駅              | 랭정역              | Raengjŏng                | 5.8           | 37.0          |                          | 甕津郡 |
| 甕津駅              | 옹진역              | Ongjin                   | 3.4           | 40.4          |                          | 甕津郡 |

- 紫陽駅～長屯駅間で北緯38度線を跨ぐ。

### 廃駅
- 菊峰駅(국봉역) - 碧城駅と紫陽駅との間に存在した。廃止当時は黄海南道碧城郡に位置していた。（海州青年起点18.6km）

## 参考資料
- 国分隼人（2007年）. 『将軍様の鉄道 北朝鮮鉄道事情』, 新潮社. ISBN 9784103037316
- 鉄道星編(1937年).『鉄道停車場一覧. 昭和12年10月1日現在』, 川口印刷所出版部. p509〜510